# Ornebius mexicanus
Ornebius mexicanus är en insektsart som först beskrevs av Henri Saussure 1897.  Ornebius mexicanus ingår i släktet Ornebius och familjen Mogoplistidae. Inga underarter finns listade i Catalogue of Life.